# Los Angeles Sparks 2021
La stagione 2021 delle Los Angeles Sparks fu la 25ª nella WNBA per la franchigia.
Le Los Angeles Sparks arrivarono seste nella Western Conference con un record di 12-20, non qualificandosi per i play-off.

## Roster
| N° | Naz.                   | Ruolo | Sportivo         | Anno | Alt. | Peso |
| -- | ---------------------- | ----- | ---------------- | ---- | ---- | ---- |
| 1  | Svezia (bandiera)      | C     | Amanda Zahui     | 1993 | 196  | 83   |
| 2  | Stati Uniti (bandiera) | G     | Te'a Cooper      | 1997 | 173  | 73   |
| 12 | Stati Uniti (bandiera) | A     | Nia Coffey       | 1995 | 185  | 83   |
| 13 | Stati Uniti (bandiera) | A     | Lauren Cox       | 1998 | 193  | 93   |
| 15 | Stati Uniti (bandiera) | G     | Brittney Sykes   | 1994 | 175  | 70   |
| 17 | Stati Uniti (bandiera) | G     | Erica Wheeler    | 1991 | 170  | 65   |
| 20 | Stati Uniti (bandiera) | G     | Kristi Toliver   | 1987 | 170  | 59   |
| 22 | Porto Rico (bandiera)  | G     | Arella Guirantes | 1997 | 180  | 75   |
| 30 | Stati Uniti (bandiera) | A     | Nneka Ogwumike   | 1990 | 188  | 79   |
| 31 | Regno Unito (bandiera) | A     | Kristine Anigwe  | 1997 | 193  | 91   |
| 31 | Stati Uniti (bandiera) | AC    | Chiney Ogwumike  | 1992 | 191  | 83   |
| 32 | Stati Uniti (bandiera) | G     | Bria Holmes      | 1994 | 191  | 77   |
| 40 | Stati Uniti (bandiera) | A     | Jasmine Walker   | 1998 | 191  | 83   |
| 44 | Stati Uniti (bandiera) | A     | Karlie Samuelson | 1995 | 183  | 73   |

## Staff tecnico
- Allenatore: Derek Fisher
- Vice-allenatori: Latricia Trammell, Fred Williams, Seimone Augustus
- Preparatore atletico: Courtney Watson
- Preparatore fisico: Kelly Dormandy